# نادي فرايبورغ (النساء)
نادي فرايبورغ الرياضي (بالألمانية: SC Freiburg) هو نادي كرة قدم نسائي ألماني تأسس في سنة 1975 ينافس في الدوري الألماني لكرة القدم للسيدات ويقع مقره في مدينة فرايبورغ في ألمانيا وينافس في ملعب مولسيشتاديوم.